# Thomas McMahon
Pour les articles homonymes, voir MacMahon.
Thomas McMahon, né en 1948 à Monaghan, est un artificier de la South Armagh Brigade de l'Armée républicaine irlandaise provisoire (IRA provisoire).

## Biographie
Il est l'aîné d'une famille de sept enfants vivant près de la frontière irlandaise. Il étudie à Carrickmacross et y devient charpentier. 
Il est repéré par les services de renseignements pour la première fois lorsqu'il a 20 ans, lors d'une manifestation du Sinn Féin contre des Travellers. En 1978, des documents montrant son appartenance à l'IRA sont découverts lors d'une fouille, et il passe deux mois à la Prison de Mountjoy.
Il est envoyé en Libye où il apprend le maniement des explosifs.

## Attentat contre Louis Mountbatten
Il est notamment connu pour l'attentat à la bombe du navire Shadow V, le 27 août 1979 à Mullaghmore. Il pose une bombe d'une vingtaine de kilogrammes de gélignite à bord du bateau, avant l'arrivée de ses passagers, puis quitte les lieux. La bombe est télécommandée par un complice dont l'identité est inconnue, son explosion tue Louis Mountbatten, son petit-fils Nicholas Knatchbull, et un jeune marin irlandais, Paul Maxwell. Le lendemain, Lady Brabourne meurt de ses blessures. Timothy Knatchbull, frère jumeau de Nicholas, perd un œil mais survit à ses blessures. L'attentat est revendiqué par l'IRA provisoire. 
Thomas McMahon est arrêté deux heures avant l'explosion par la Garda Síochána, la police de la république d'Irlande, qui le soupçonne de conduire un véhicule volé. La nouvelle de l'attentat arrive pendant l'interrogatoire. La présence d'écailles de peinture verte issues du Shadow V et de traces de nitroglycérine sur ses vêtements permettent de l'inculper. Il est jugé en Irlande et condamné à la prison à vie le 23 novembre 1979. Il est libéré en 1998 à la suite de l'accord du Vendredi saint et aurait quitté l'organisation paramilitaire.
Un de ses complices également membre de l'IRA provisoire, Francis McGirl, est arrêté en même temps, mais relâché faute de preuves. Il aurait été tué en 1995 par les SAS qui auraient maquillé sa mort en accident de tracteur.

## Engagement ultérieur
En 1992, il annonce avoir quitté l'IRA. Il a toujours refusé de rencontrer les familles des victimes, et n'a jamais présenté d'excuses. Sa femme explique qu'il ne parle jamais de Louis Mountbatten, mais a des vrais remords pour les enfants.
Il vit depuis sa libération près de Carrickmacross, où il travaille comme charpentier.
Thomas McMahon est un militant du Sinn Féin, actif principalement dans le comté de Monaghan. Le fait que le  Sinn Féin accepte Thomas McMahon au sein de ses  équipes lors des campagnes électorales est critiqué par les principaux partis politiques irlandais. Il prend sa retraite à 66 ans, en 2014. 